# Georg Fendt
Georg Fendt (* 19. Mai 1926 in Augsburg; † 13. Juni 2008 in Friedberg) war ein deutscher Politiker (CSU).
Fendt besuchte die Volksschule in Friedberg und machte eine Berufslehre als Maschinenschlosser und gleichzeitig eine Ausbildung an der Werkberufsschule der MAN Augsburg. Nach dem Zweiten Weltkrieg, in dem er im Kriegsdienst war, arbeitete er als Monteur und Gruppenführer im erlernten Beruf.
Fendt war von 1956 bis 1982 Mitglied des Stadtrats Friedberg, davon 10 Jahre als ehrenamtlicher 2. Bürgermeister. Er war Mitglied im Vorstand des BRK-Bezirksverbands Schwaben und ehrenamtlicher Mitarbeiter in Führungsgremien einer Sozialstation, einer Einrichtung der Jugendhilfe, sowie berufs- und parteipolitischer Organisationen und  dreißig Jahre Vorsitzender einer Siedlergemeinschaft. Von 1966 bis 1990 war Fendt Mitglied des Bayerischen Landtags. Er wurde dabei stets direkt gewählt. Sein Stimmkreis hieß zunächst Friedberg, Schwabmünchen, danach Aichach und zuletzt Aichach-Friedberg.